# František Fráňa
František Fráňa (11. února 1938 Brno – 11. července 2021 Žernůvka) byl český římskokatolický kněz, katecheta a středoškolský učitel, soustavně se věnující formaci mládeže.

## Život
Narodil se 11. února 1938. Na duchovní formaci rodiny mělo velký vliv několik kněží, především P. Karel Fanfrdla, P. Josef Gabriel a P. Dominik Pecka. Důležité bylo pro něj setkání s P. Stanislavem Krátkým, který organizoval tajné vzdělávání zájemců o přijetí kněžského svěcení. Vysvěcen na kněze byl 25. března 1968. Do veřejné duchovní správy se mohl zapojit až po sametové revoluci. Hned v prosinci 1989 byl jmenován zastupujícím duchovním správcem (tzv. administrátor ad interim, doslova dočasný správce) v městské farnosti v Králíkách v královéhradecké diecézi, kde působil do listopadu roku 1990. Následně roku 1990 začal působit jako druhý spirituál a roku 1991 se stal rektorem konviktu při Biskupském gymnáziu v Brně. Od roku 1993 byl spirituálem na Biskupském gymnáziu ve Žďáru nad Sázavou, kde například vyučoval náboženství; vypomáhal i duchovní správě ve farnosti sv. Prokopa. Byl duchovním vůdcem Kolpingova díla pro ČR. Stál u zrodu Radia Proglas, kde příležitostně rovněž vypomáhal.
Dne 28. října 2010 byl prezidentem České republiky Václavem Klausem vyznamenán ve Vladislavském sále Pražského hradu medailí Za zásluhy. Od roku 2017 žil v charitním Domově sv. Alžběty v Žernůvce u Tišnova.

### Tábor Radost
František Fráňa (nazývaný Otec Tišek) byl zakladatel letních táborů zvaných Tábor Radost stejně jako dalších akcí během roku, které se vesměs konají na témže tábořišti. Trvalé tábořiště se nachází na Samotě Amerika v Klášterci nad Orlicí. Tradice letních táborů sahá až k roku 1967. V období komunismu se tato činnost P. Fráni netěšila přízni komunistických úřadů. Po Sametové revoluci došlo k celkovému rozvoji Tábora Radost. Velký nárůst účastníků všech akcí byl doprovázen investicemi do infrastruktury, vybavení a lidských zdrojů. Bylo také založeno občanské sdružení Středisko Radost. Dlouhá léta zastával P.Fráňa funkci vedoucího tábora. Vzhledem k věku a svému onemocnění (Parkinsonova choroba) tuto funkci od roku 2013 přenechával mladším.